# Lithadia granulosa
Lithadia granulosa är en kräftdjursart som beskrevs av Alphonse Milne-Edwards 1880. Lithadia granulosa ingår i släktet Lithadia och familjen Leucosiidae. Inga underarter finns listade i Catalogue of Life.